# كأس ألبانيا 2016–17
كأس ألبانيا 2016–17 (بالألبانية: Kupa e Shqipërisë 2016-17‏) هو الموسم 65 من كأس ألبانيا. أقيم خلال الفترة 25 سبتمبر 2016 وحتى 31 مايو 2017، وأشرف على تنظيمه اتحاد ألبانيا لكرة القدم، وكان عدد الأندية المشاركة فيه 36، وفاز فيه نادي تيرانا.